# روشن أباد (بربرود الشرقي)
روشن أباد (بالفارسية: رکن‌آباد) هي قرية تقع في إيران في قسم بربرود الشرقي الریفي. يقدر عدد سكانها بـ 159 نسمة .